# Reuzenuilnachtzwaluw
De reuzenuilnachtzwaluw (Podargus papuensis) behoort tot de familie van kikkerbekken (Podargidae).

## Verspreiding en leefgebied
Deze soort komt voor in Nieuw-Guinea en noordelijk Australië. Er worden geen ondersoorten (meer) onderscheiden.